# میدان مغناطیسی ستاره‌ای

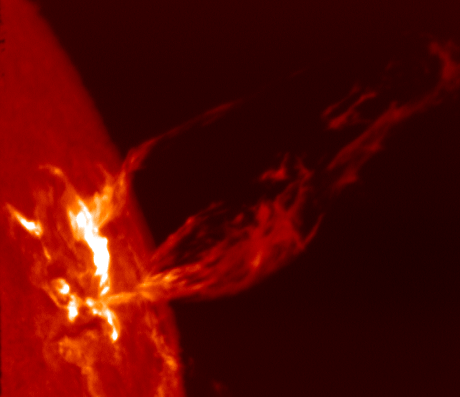
تصویر میدان مغناطیسی ستاره‌ای

میدان مغناطیسی ستاره‌ای میدان مغناطیسی‌ای است که با حرکت پلاسمای رسانا درون یک ستاره ایجاد می‌شود. این حرکت از طریق همرفت ایجاد می‌شود که شکلی از انتقال انرژی است که شامل حرکت فیزیکی ماده است. یک میدان مغناطیسی موضعی نیرویی بر پلاسما اعمال می‌کند که در نتیجه آن، فشار بدون بیشتر شدن قابل مقایسه چگالی افزایش می‌یابد. در نتیجه، ناحیه مغناطیسی‌شده نسبت به باقی‌مانده پلاسما بالا می‌رود تا زمانی که به فوتوسفر ستاره برسد. این باعث بوجود آمدن لکه‌های ستاره‌ای در روی سطح و پدیده مرتبط حلقه‌های تاجی می‌شود.